# アルヴィン・ロス
アルヴィン・ロス（Alvin Elliot Roth、1951年12月18日 - ）は、アメリカの経済学者。ハーバード・ビジネス・スクールのジョージ・ガンド経済学・経営学講座教授（George Gund Professor of Economics and Business Administration）であった。この間、スタンフォード大学客員教授を兼ねていたが、2013年より専任のスタンフォード大学教授となる。
専門は、ゲーム理論、実験経済学、マッチング理論、マーケットデザインであるが、経済理論だけでなく、彼の理論を実社会の解決に利用するよう強調していることが知られている 。
2012年、ロスはロイド・シャープレーとともに、「安定配分理論と市場設計の実践」の功績についてノーベル経済学賞を受けた。

## 略歴
- 1951年　学校教師の夫婦の間に生まれる。
- 1960年代後期　ニューヨーク市クイーンズの中学のとき中退する。
- 後にコロンビア大学の週末クラスの学生となり、その後、フルタイムの学生となる。
- 1971年　コロンビア大学からオペレーションズ・リサーチの学位をえて卒業する。
- 1973年　スタンフォード大学よりオペレーションズ・リサーチのM.S.（修士号）をえる。
- 1974年　スタンフォード大学よりオペレーションズ・リサーチのPh.D.をえる。
- 1974年～1977年　イリノイ大学の助教となる。
- 1977年～1979年　イリノイ大学の准教授となる。
- 1979年～1982年　イリノイ大学の教授となる。
- 1982年～1998年　ピッツバーグ大学の教授（the Andrew W. Mellon Professor of Economics）となる。
- 1998年～2013年　ハーバード大学経済学部の教授（the George Gund Professor of Economics and Business Administration）となる。
- 2012年　ノーベル経済学賞を受ける。
- 2013年～　スタンフォード大学の教授。

## 参加・栄誉
- 1983年～現在　計量経済学会のメンバー
- 1983年～1984年　グッゲンハイム財団のフェロー（助成金）
- 1984年～1986年　アルフレッド・P・スローン財団のフェロー（助成金）
- 1998年～現在　アメリカ芸術科学アカデミーのフェロー
- 1998年～現在　全米経済研究所（NBER）のリサーチ・アソシエイト
- 2012年　NKR Terasaki Medical Innovation Award（shared with Itai Ashlagi）, American Transplant Congress, Boston

## ノーベル経済学賞
- アルヴィン・ロスは、2012年に（ロイド・シャープレーとともに）ノーベル経済学賞を受けた（「安定配分理論と市場設計の実践に関する功績を称えて」）。
- ロイド・シャープレーは、とくに結婚の組み合わせの相関的安定性を研究し、ゲール＝シャープレー・アルゴリズムを明らかにした。

## 業績

### 主要業績
- アルヴィン・ロスの専門は、ゲーム理論、実験経済学、マッチング理論、マーケットデザインである。特に実験経済学が専門で、具体的には医学生と病院のマッチング、公立学校選択システム、腎臓交換などが有名である。
- 理論だけでなく、経済制度自体の設計を目指しているのが特徴である。彼は、何が可能かを示すだけでなく、「これは大半のケースでうまくいくのか？」、「これが、いったい最善なのか？」という問いをたてている。

### 研修医の問題
- 医学生の研修先病院を割り振る際の問題を指摘し、解消した。例えば、結婚している医学生がいて同じ都市で暮らしたがっているといった場合の問題を解決してきた。
- ロスが1984年に書いた全国医学実習生マッチングプログラム（NRMP）の論文は、1952年にJohn StalknakerとF. J. Mullenによって設計されたシステムを際だたせたものであり、1962年のデイビッド・ゲールとロイド・シャープレーによる独立理論の基礎の上に導入されたものである。ロスは、全国医学実習生マッチングプログラムは未婚の医学実習生にとっては安定的で戦略保証つきであるかもしれないが、既婚カップルの場合はいかにすれば有効なマッチングが可能かといった問題に取り組み、将来にわたって拡張した。1999年、ロスは既婚医学生のカップルに安定したマッチングを確実にするマッチングプログラムを設計し直した。
- これは日本の研修医マッチングでも導入されている。

### 公立学校選択システム

#### ニューヨークシティ公立学校システム
- ロスはニューヨーク市立学校の生徒とハイスクールとをマッチングする市場設計を支援した。従来は、学校地区ごとに生徒に5つの志望校のリストを出させていた。しかし、生徒は5校というより1校を選ぶことが多いという傾向があった。そこで、ロスとその同僚は、インセンティブと両立できるメカニズムを設計した。2003年、学校局は志望校の選択方法としてニューヨーク市ハイスクール・アプリケーション・システムを採用した。

#### ボストン公立学校システム
- 2004年、Tayfun Sonmezと共同で作業した。

### 腎臓交換
- Tayfun SonmezとUtku Unverとともに、'ニューイングランド腎臓提供プログラム'の創設者である。
- 腎不全患者に対して臓器供与の意思があるドナーがいても、臓器が適合しない場合がある。この場合、同様な状況にある他の組み合わせを探すことによって、患者とドナーの適切な組み合わせを探しだすことが出来るかもしれない。患者全員に適合する必要な臓器を提供できるドナーを探すことも不可能ではない。

## 著書
- Axiomatic Models of Bargaining, Lecture Notes in Economics and Mathematical Systems, Springer Verlag, 1979.
- Game-Theoretic Models of Bargaining, (editor), Cambridge University Press, 1985.
- Laboratory Experimentation in Economics: Six Points of View, (editor) Cambridge University Press, 1997 (Chinese translation, 2008).
- The Shapley Value:  Essays in Honor of Lloyd S. Shapley, (editor), Cambridge University Press, 1988.
- Two-Sided Matching:  A Study in Game-Theoretic Modeling and Analysis, With Marilda Sotomayor, Cambridge University Press, 1990.
- Handbook of Experimental Economics, Edited with J.H. Kagel, Princeton University Press, 1995.
- Game Theory in the Tradition of Bob Wilson, Edited with Bengt Holmstrom and Paul Milgrom, 2001.
- アルビン・ロス著『Who Gets What（フー・ゲッツ・ホワット）---- マッチメイキングとマーケットデザインの新しい経済学』（日本経済新聞出版社、2016年；原著は2014年）ISBN: 978-4-532-35688-0